# Evelyn Jadin
Pour les articles homonymes, voir Jadin.
Evelyn A.M.F. Jadin, née le 3 juin 1987 à Liège, est une femme politique belge germanophone, membre du PFF-MR (Partei für Freiheit und Fortschritt - Mouvement Réformateur). En 2012, elle est élue conseillère provinciale et siège avec voix consultative au sein du Parlement de la Communauté germanophone[réf. nécessaire]. Depuis 2014, elle est élue Députée au Parlement de la Communauté germanophone. À la suite des élections communales en octobre 2018, elle devient également Échevine de la commune de Lontzen.  
Evelyn Jadin est diplômée en Droit (UCL) avec une maîtrise complémentaire en droit de l'environnement et droit public immobilier (FUSL); avocate.

## Carrière politique
- 2012 - 2014 : conseillère à la province de Liège
  - députée avec voix délibérative au Parlement de la Communauté germanophone
- 2014 - aujourd'hui : Députée de la Communauté germanophone de Belgique
- 2018 - aujourd'hui : Échevine de la commune de Lontzen

## Décoration
- Chevalier de l'ordre de Léopold (2024)[2].